# ماريا بيرينس دياز
ماريا بيرينس دياز (بالبرتغالية: Maria Berenice Dias‏) هي قاضية برازيلية، ولدت في 1948.